# Цуфікон
Цуфікон (нім. Zufikon) — громада  в Швейцарії в кантоні Ааргау, округ Бремгартен.

## Географія
Громада розташована на відстані близько 85 км на північний схід від Берна, 25 км на схід від Аарау.
Цуфікон має площу 4,8 км², з яких на 24,3% дозволяється будівництво (житлове та будівництво доріг), 46,8% використовуються в сільськогосподарських цілях, 26,2% зайнято лісами, 2,7% не є продуктивними (річки, льодовики або гори).

## Демографія
2019 року в громаді мешкало 4503 особи (+8,9% порівняно з 2010 роком), іноземців було 20%. Густота населення становила 936 осіб/км².
За віковим діапазоном населення розподілялося таким чином: 20,8% — особи молодші 20 років, 59,1% — особи у віці 20—64 років, 20,1% — особи у віці 65 років та старші. Було 1908 помешкань (у середньому 2,3 особи в помешканні).
Із загальної кількості 1123 працюючих 22 було зайнятих в первинному секторі, 284 — в обробній промисловості, 817 — в галузі послуг.